# نوویه شاراشلی
نوویه شاراشلی (به لاتین: Novyye Sharashli) یک منطقهٔ مسکونی در روسیه است که در باشقیرستان واقع شده‌است.